# Anthemus funicularis
Anthemus funicularis är en stekelart som först beskrevs av Bakkendorf 1939.  Anthemus funicularis ingår i släktet Anthemus och familjen sköldlussteklar. Arten är reproducerande i Sverige. Inga underarter finns listade i Catalogue of Life.